# Volpriehausen

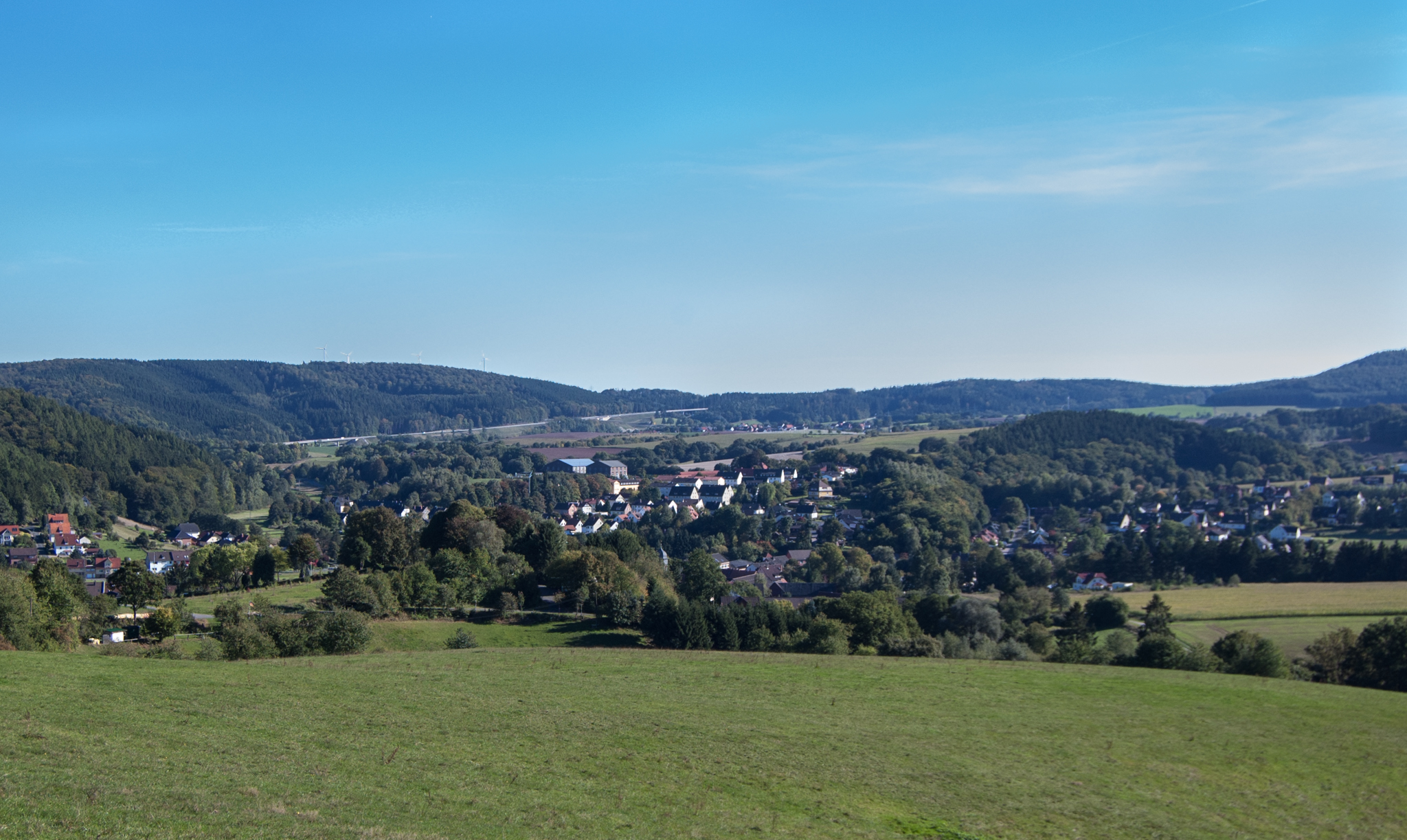
Utsikt från Delliehausen över Volpriehausen.

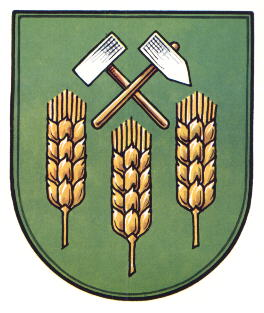
Volpriehausens tidigare kommunvapen

Volpriehausen är en by, numera inordnad som en stadsdel (Ortsteil) i staden Uslar i delstaten Niedersachsen, Tyskland.
Volpriehausen ligger i Landkreis Northeim i den sydöstra delen av delstaten Niedersachsen och hade 1 184 invånare år 2010.
I byn finns bland annat ett utomhusbad, affär, apotek och läkare.
Byn har haft kulturellt utbyte med Sverige och staden Göteborg genom besök av ungdomsorkestern Göta Lejon.